# Rogoźnica (Neder-Silezië)
Rogoźnica (Duits: Groß Rosen) is een dorp met 780 inwoners in het Poolse woiwodschap Neder-Silezië, gelegen in de powiat Świdnicki.
Tot 1945 had Groß Rosen een Duitse bevolking en lag de plaats in het Duitse Rijk. Nabij het dorp werd in 1941 het concentratiekamp Groß-Rosen geopend, waar tijdens de oorlog ongeveer 40.000 gevangenen om het leven kwamen.
Na 1945 werd de Duitse bevolking verdreven.